# Surinaamse parlementsverkiezingen 1886
De Surinaamse parlementsverkiezingen in 1886 vonden plaats in maart van dat jaar. 
Er konden drie leden voor de Koloniale Staten gekozen worden in verband met het periodiek aftreden van J.F.A. Cateau van Rosevelt, C.J. Heylidy en C. van Lier.
| Kandidaat                                         | Stemmen in de eerste ronde | resultaat |
| ------------------------------------------------- | -------------------------- | --------- |
| J.F.A. Cateau van Rosevelt                        | 119                        | gekozen   |
| C.J. Heylidy                                      | 104                        | gekozen   |
| C. van Lier                                       | 72                         | gekozen   |
| J.E. Muller                                       | 56                         | x         |
| M. Schotman Mz.                                   | 22                         | x         |
| C.H. van Meurs                                    | 9                          | x         |
| meerdere andere personen met minder dan 8 stemmen |                            |           |

Bij deze verkiezingen mochten alleen mannen die aan bepaalde voorwaarden voldeden (censuskiesrecht) stemmen. Bij de eerste ronde waren er 143 geldig uitgebrachte stembiljetten waarbij een kiezer voor meer dan een kandidaat kon stemmen. Er waren drie zetels te verdelen en om in de eerste ronde gekozen te kunnen worden had een kandidaat de stem nodig van meer dan de helft van de geldig uitgebrachte stembiljetten (minstens 72 stemmen). Precies drie kandidaten voldeden aan die voorwaarde zodat er geen tweede ronde nodig was.
Na deze verkiezingen had de Koloniale Staten de volgende dertien leden:
| Naam                       | Gepland jaar van aftreding | Bijzonderheden                                            |
| -------------------------- | -------------------------- | --------------------------------------------------------- |
| D. Juda*                   | 1887                       | voorzitter                                                |
| C.J. Heylidy               | 1892                       | vicevoorzitter                                            |
| J.F. Saile Vanier*         | 1887                       |                                                           |
| W. van Esveld*             | 1887                       |                                                           |
| M.C. de Leeuw*             | 1887                       | overleed in 1887, geen opvolger tijdens rest zittingsjaar |
| H. Barnett                 | 1888                       |                                                           |
| A.J. da Costa              | 1888                       |                                                           |
| A.H. de Granada            | 1888                       |                                                           |
| G.H. Barnet Lijon          | 1890                       |                                                           |
| M.S. van Praag             | 1890                       |                                                           |
| A. Salomons                | 1890                       |                                                           |
| J.F.A. Cateau van Rosevelt | 1892                       |                                                           |
| C. van Lier                | 1892                       |                                                           |

* = benoemd door de gouverneur